# Pra Te Contar os Meus Segredos
Pra Te Contar Os Meus Segredos é o álbum de estreia da cantora Isadora Pompeo, lançado em 2017 pela gravadora Musile Records. O lançamento apresenta sucessos como “Oi, Jesus” e “Toca em Mim de Novo”, além de canções inéditas com participações de Marcela Taís e Rebeca Carvalho. O título do álbum faz referência a canção "Oi Jesus".
Isadora ganhou destaque nas redes sociais apresentando covers gospel, como das canções “Me Perdoa, Pai” e “Me Ajude a Melhorar”. Suas primeiras canções autorais foram apresentadas em versão acústica numa parceria com a gravadora Musile Records.

## Lançamento
Em 2016, foi lançado o EP "Musile Sessions com 6 música, todas as músicas do EP foi regravada pro álbum.
O álbum foi lançado nos streamings em 2017 pela Musile Records. O álbum rapidamente fez sucesso, e as canções do álbum se tornaram as músicas gospel mais populares do ano e "Hey Pai" a mais visualizada no canal do YouTube da Musile Records.

## Clipes
Todas as canções tiveram clipe, a primeira a ter o lançamento foi "Minha Morada" disponibilizada no canal do YouTube da Musile Records.

## Faixas
| N.º            | Título                              | Compositor(es)                    | Duração |  |
| 1.             | "Intro"                             | Isadora Pompeo                    | 1:16    |  |
| 2.             | "Guia-Me"                           | Isadora Pompeo                    | 4:12    |  |
| 3.             | "Deus Perfeito"                     | Hananiel Eduardo e Isadora Pompeo | 3:29    |  |
| 4.             | "Preciso Entender"                  | Isadora Pompeo                    | 3:27    |  |
| 5.             | "Minha Morada"                      | Isadora Pompeo                    | 6:51    |  |
| 6.             | "Toca em Mim de Novo"               | Hananiel Eduardo e Isadora Pompeo | 4:33    |  |
| 7.             | "Tua Alegria (com Rebeca Carvalho)" | Rebeca Carvalho e Isadora Pompeo  | 3:58    |  |
| 8.             | "Grito dos Apaixonados"             | Isadora Pompeo                    | 4:04    |  |
| 9.             | "Hey Pai (com Marcela Taís)"        | Isadora Pompeo                    | 3:44    |  |
| 10.            | "Oi, Jesus"                         | Isadora Pompeo                    | 3:56    |  |
| 11.            | "Eu Sei Que Vem"                    | Isadora Pompeo                    | 4:07    |  |
| 12.            | "O Nome de Jesus"                   | Hananiel Eduardo                  | 5:27    |  |
| 13.            | "O Teu Amor"                        | Hananiel Eduardo e Isadora Pompeo | 5:09    |  |
| Duração total: | Duração total:                      | Duração total:                    | 54min   |  |

## Musile Sessions
Faixas do EP "Musile Sessions"
| N.º            | Título                | Compositor(es)                    | Duração |  |
| 1.             | "O Nome de Jesus"     | Hananiel Eduardo                  | 5:07    |  |
| 2.             | "Oi, Jesus"           | Isadora Pompeo                    | 3:53    |  |
| 3.             | "Toca em Mim de Novo" | Hananiel Eduardo e Isadora Pompeo | 4:30    |  |
| 4.             | "O Teu Amor"          | Hananiel Eduardo e Isadora Pompeo | 4:39    |  |
| 5.             | "Guia-Me"             | Isadora Pompeo                    | 4:08    |  |
| 6.             | "Deus Perfeito"       | Hananiel Eduardo e Isadora Pompeo | 3:01    |  |
| Duração total: | Duração total:        | Duração total:                    | 25min   |  |